# كريستيان فاغنر
كريستيان فاغنر (بالألمانية: Christian Wagner)‏ (و. 1835 – 1918 م) هو مؤلف، وكاتب ألماني، ولد في ليونبرغ، توفي في ليونبرغ، عن عمر يناهز 83 عاماً.